# كأس الدوري الإسباني 1985
كأس الدوري الأسباني 1985 هو النسخة الثالثة من كأس الدوري الإسباني. انطلقت المنافسة في 11 أبريل 1985، وانتهت في 15 يونيو 1985. بسبب ضيق الوقت والتشبع وضغط الأندية، استمرت بطولة كأس الدوري لمدة 4 سنوات فقط منذ انطلاقها في 1982، حتى تم إلغاؤها في 1986.

## النظام
شارك في كأس الدوري الإسباني 18 فريقًا من الدوري الإسباني 1984–85 والفائزين الأربعة بكأس الدوري الإسباني 1984 من الدرجة الثانية والدرجة الثانية ب والدرجة الثالثة. لُعبت جميع الجولات بنظام الذهاب والإياب. يتأهل الفريق الذي سجل أكبر عدد من الأهداف في النتيجة الإجمالية للمباراتين إلى الدور التالي. تم إعفاء الفريق الفائز بكأس ملك إسبانيا 1984-85 من لعب المباريات حتى الدور ربع النهائي، وتم إعفاء الفرق الخاسرة في ربع نهائي كأس الملك 1984-85 حتى الدور الثاني.

### فرق الدوري الاسباني
| - أثلتيك بلباو - أتلتيكو مدريد - نادي برشلونة - ريال بيتيس - نادي إلتشي | - إسبانيول - نادي إيركوليس - نادي مالقا - أوساسونا - راسينغ سانتاندير | - ريال مدريد - ريال مورسيا - ريال سرقسطة - ريال سوسيداد - ريال بلد الوليد | - نادي إشبيلية - ريال سبورتينغ خيخون - نادي فالنسيا |

### الفرق الأخرى
- نادي كاستييون، الفائز بكأس الدوري الإسباني الدرجة الثانية 1984.
- خيمناستيك طركونة، الفائز بكأس الدوري الإسبانية الدرجة الثانية ب المجموعة الأولى 1984.
- نادي أنتقيرانو، الفائز بكأس الدوري الإسباني الدرجة الثانية ب المجموعة الثانية 1984.
- نادي تطيلانو، الفائز بكأس الدوري الإسباني الدرجة الثالثة 1984.

## الدور الأول
الذهاب: 11 أبريل 1985. الإياب: 17، 18، 21 و24 مايو 1985.
| الفريق الأول    | إجم. | الفريق الثاني    | مباراة الذهاب | مباراة الإياب |
| --------------- | ---- | ---------------- | ------------- | ------------- |
| فالنسيا         | 3-2  | راسينغ سانتاندير | 1-2           | 2-0           |
| إشبيلية         | 3-0  | خيمناستيك طركونة | 2-0           | 1-0           |
| ريال مورسيا     | 9-1  | إيركوليس         | 7-0           | 2-1           |
| ريال بلد الوليد | 12-4 | أنتقيرانو        | 8-0           | 4-4           |
| مالقا           | 3-2  | أوساسونا         | 1-0           | 2-2           |
| تطيلانو         | 1-5  | إسبانيول         | 0-4           | 1-1           |
| إلتشي           | 2-5  | كاستييون         | 2-2           | 0-3           |

- معفون: أثلتيك بلباو، أتلتيكو مدريد، برشلونة، ريال بيتيس، ريال مدريد، ريال سرقسطة، ريال سوسيداد، سبورتينغ خيخون.

## الدور الثاني
الذهاب: 1 و4 و5 مايو 1985. الإياب: 7 و9 مايو 1985.
| الفريق الأول    | إجم. | الفريق الثاني | مباراة الذهاب | مباراة الإياب |
| --------------- | ---- | ------------- | ------------- | ------------- |
| برشلونة         | 4-2  | ريال سوسيداد  | 2-0           | 2-2           |
| ريال بلد الوليد | 3-4  | ريال سرقسطة   | 2-3           | 1-1           |
| ريال بيتيس      | 4-1  | فالنسيا       | 4-0           | 0-1           |
| أتلتيكو مدريد   | 9-0  | ريال مورسيا   | 4-0           | 5-0           |
| كاستييون        | 2-4  | إسبانيول      | 1-3           | 1-1           |
| أثلتيك بلباو    | 4-2  | مالقا         | 3-2           | 1-0           |
| سبورتينغ خيخون  | 3-1  | إشبيلية       | 1-1           | 2-0           |

- معفى: ريال مدريد .

## ربع النهائي
الذهاب: 11 و12 مايو 1985. الإياب: 18 و 19 مايو 1985.
| الفريق الأول   | إجم.     | الفريق الثاني | مباراة الذهاب | مباراة الإياب |
| -------------- | -------- | ------------- | ------------- | ------------- |
| برشلونة        | 3-3 (ج.) | ريال مدريد    | 2-2           | 1-1           |
| سبورتينغ خيخون | 3-2      | ريال سرقسطة   | 2-0           | 1-2           |
| إسبانيول       | 4-1      | أثلتيك بلباو  | 3-0           | 1-1           |
| أتلتيكو مدريد  | 4-3      | ريال بيتيس    | 3-1           | 1-2           |

## نصف النهائي
الذهاب: 30 مايو 1985. الإياب: 2 يونيو 1985.
| الفريق الأول   | إجم. | الفريق الثاني | مباراة الذهاب | مباراة الإياب |
| -------------- | ---- | ------------- | ------------- | ------------- |
| سبورتينغ خيخون | 3-4  | ريال مدريد    | 3-1           | 0-3           |
| أتلتيكو مدريد  | 5-3  | إسبانيول      | 5-1           | 0-2           |

## النهائي

### مباراة الذهاب
| أتلتيكو مدريد                         | 3 – 2 | ريال مدريد                |
| ------------------------------------- | ----- | ------------------------- |
| روبيو 10' · أرتيتشي 57' · كابريرا 59' |       | بينيدا 48' · سانتيانا 79' |

### مباراة الإياب
| ريال مدريد               | 2 – 0 | أتلتيكو مدريد |
| ------------------------ | ----- | ------------- |
| شتيليكه 23' · ميتشيل 62' |       |               |

| كأس الدوري الإسباني 1985 |
| ------------------------ |
| ريال مدريد أول لقب       |